# Melanocortin-1-Rezeptor
Der Melanocortinrezeptor 1 (MC1R) gehört zu den Melanocortinrezeptoren. MC1R ist ein transmembraner G-Protein-gekoppelter Rezeptor. MC1R wird in den Melanozyten exprimiert und kontrolliert sowohl die Haarfarbe als auch die Hautpigmentierung. Es gibt über 30 verschiedene Rezeptor-Allele, die den Hauttyp (Empfindlichkeit für Hautbestrahlung und Sonnenbrand) bestimmen.

## Genetik und Evolution
Der Genort dieses Rezeptors wird als Extension-Locus bezeichnet und liegt beim Menschen auf dem Chromosom 16 Genlocus q24.3. Beim Menschen führt eine Mutation des Extension-Locus, die das zugehörige Protein funktionsunfähig macht, zu roter Haarfarbe und blasser Haut, dem sogenannten Null-Phänotyp für MC1R. Eine spezielle Mutation führt zu erblicher Anfälligkeit für malignes Melanom.
Vergleichende genomische Untersuchungen des humanen Extension-Locus mit dem von Schimpansen zeigen, dass die Evolution einer permanenten dunklen, eumelaninreichen Hautpigmentierung als Schutz gegen Sonnenstrahlung früh in der Geschichte der Gattung Homo stattfand, etwa vor 1,2 Millionen Jahren oder früher. Begleitet wurde sie von der Entwicklung der funktionellen Haarlosigkeit und der erhöhten Dichte der ekkrinen Schweißdrüsen beim Menschen in Afrika. Mit der Einwanderung in nördliche Klimazonen schwand der Selektionsvorteil dunkler Haut; die zu blasser Haut führenden MC1R-Mutationen traten dort danach vermehrt auf.